# Daijō-kan
El Daijō-kan (太政官?) o Departamento de Estado fue el departamento encargado de los asuntos administrativos en Japón durante la era Heian y brevemente durante la Constitución Meiji. Fue creado por el Código Taihō en 701, y fue creado como una contraparte del Jingi-kan o Departamento de Culto, que era encargado de los templos y rituales Shinto. El Daijō-kan fue encabezado por el Gran Consejo de Estado y el Daijō Daijin (太政大臣?   Canciller del Reino). 
El Departamento perdió poder de manera gradual durante los siglos X y XI, debido a que el clan Fujiwara, quien tenía el puesto de regentes Imperiales, comenzaron a acaparar el Daijō-kan y era común que el Regente también tenía el puesto de Canciller o Ministro de la Derecha o ambos. En el siglo XII, el Consejo no tenía poderes, aunque no se sabe cuándo el sistema fue desmantelado. El departamento resurgió bajo la Constitución Meiji con la asignación de Sanjō Sanetomi en 1871, antes de ser completamente abolido en 1885.

## Organización y jerarquía
El Daijō-kan fue encabezado por el Gran Consejo de Estado, que a su vez, era presidido por el  Daijō Daijin. Debajo de él estaban el Sadaijin (左大臣?   , Ministro de la Izquierda) y su asistente, el Udaijin (右大臣?   , Ministro de la Derecha); adicionalmente se encontraba el Naidaijin (内大臣?   , Ministro del Interior). 
Más abajo se encontraban los rangos viceministeriales conformados con cuatro Dainagon (大納言?   , Grandes Consejeros), cuatro Chūnagon (中納言?) y el Sangi (参議?). Después se encuentran los rangos de magistrados conformados por tres Shōnagon (少納言?   , Consejeros Menores) y el Benkan (弁官?   , Controladores).
El Ministerio de la Izquierda controlaba cuatro Ministerios:
- El Ministerio del Centro (中務省 Nakatsukasa-shō?), que era el canal entre el Trono y la administración.
- El Ministerio de Servicios Civiles (式部省 Shikibu-shō?)
- El Ministerio de Ceremonias (治部省 Jibu-shō?)
- El Ministerio de Impuestos (民部省 Minbu-shō?)

El Ministerio de la Derecha también controlaba cuatro Ministerios:
- El Ministerio de la Milicia (兵部省 Hyōbu-shō?)
- El Ministerio de Justicia (刑部省 Gyōbu-shō?)
- El Ministerio del Tesoro (大蔵省 Ōkura-shō?)
- El Ministerio de la Casa Imperial (宮内省 Kunai-shō?)

El país estaba dividido en provincias llamadas kuni (国?), donde eran administrados por gobernadores (kokushi) asignados por el Daijō-kan.
- Datos: Q1192939